# Ludwig III. (Thüringen)

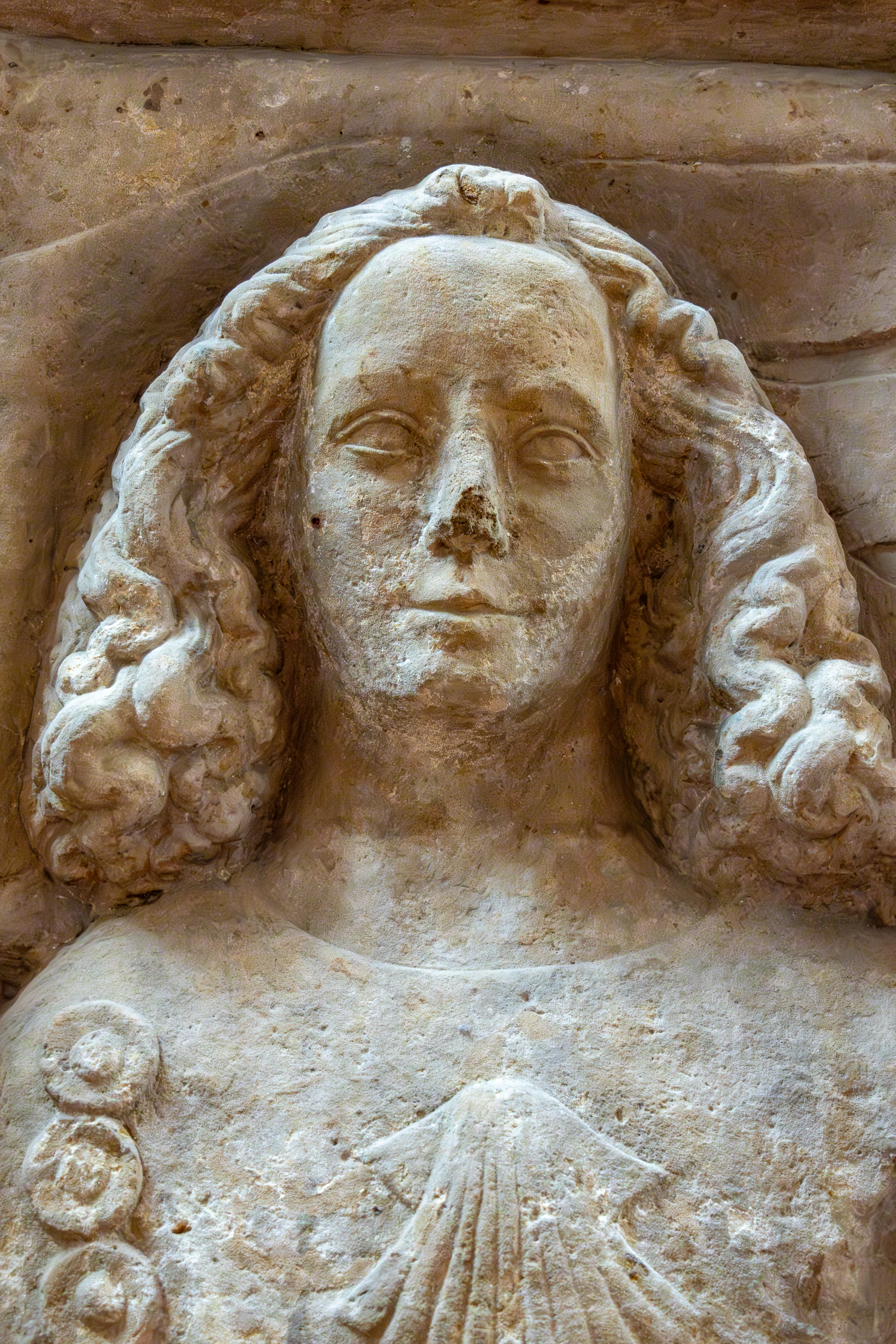
Darstellung Ludwigs auf seiner Grabplatte in der Georgenkirche (Eisenach)

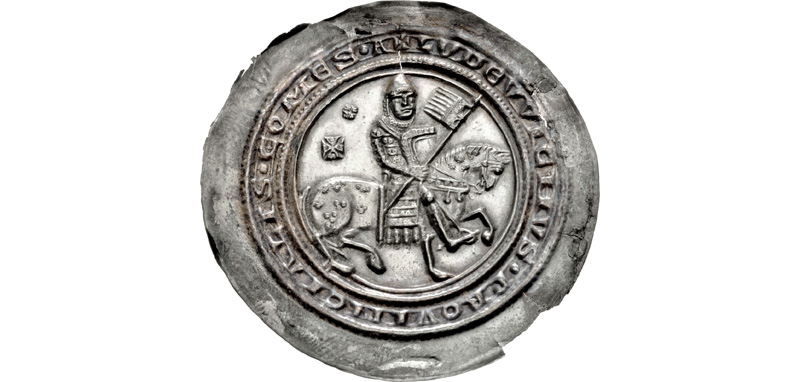
Ludwig III., Landgraf von Thüringen, Reiterbrakteat um 1180, Münzstätten Eisenach/Gotha

Ludwig III., genannt der Fromme oder der Milde, (* 1151/1152; † 16. Oktober 1190 östliches Mittelmeer bei Zypern) aus der Familie der Ludowinger war Landgraf von Thüringen von 1172 bis 1190.
Er war Sohn des Landgrafen Ludwig II. und dessen Gemahlin Jutta. 1172 folgte er diesem in die Landgrafenwürde. Seinem Bruder Heinrich Raspe III. (nicht zu verwechseln mit dem späteren letzten Landgrafen und Gegenkönig Heinrich Raspe IV.) überließ er dabei Hessen und die Besitzungen am Rhein als teilunabhängige Herrschaft.
Im Großen und Ganzen setzte Landgraf Ludwig III. die Politik seiner Vorgänger fort. Er kämpfte gegen die Adelshäuser Thüringens und der benachbarten Länder (wie die Schwarzburger und die Askanier) sowie gegen das Erzbistum Mainz. Als Neffe von Kaiser Friedrich Barbarossa unterstützte er dessen Politik und stand damit zu Beginn seiner Herrschaft auch auf der Seite des Welfenherzogs Heinrichs des Löwen, bis dieser sich 1179 mit den Staufern überwarf, die seitdem dessen sächsische Gegner unterstützten. Für diese Bündnistreue erhielt er vom Kaiser die Pfalzgrafschaft Sachsen. 1181 überließ er diese seinem Bruder Hermann, der später sein Nachfolger wurde. Ludwig stürzte beim Erfurter Latrinensturz 1184 zwar auch mit in die Tiefe, überlebte dieses Unglück jedoch.
Er nahm am Dritten Kreuzzug teil. Kaiser Barbarossa war mit dem Hauptheer auf dem Landweg über den Balkan und Kleinasien unterwegs, als Ludwig sich mit seinem Kontingent von Brindisi nach Tyros einschiffte. Im heiligen Land angekommen, schloss er sich der Belagerung von Akkon an. Noch bevor das deutsche Hauptheer – oder was davon übrig war – in Akkon eintraf, trat er, von Krankheit gezeichnet, 1190 die Rückreise an, verstarb jedoch am 16. Oktober auf der Überfahrt nach Zypern. Dort wurden seine Eingeweide bestattet, seine Gebeine wurden ins Kloster Reinhardsbrunn überführt und im 14. Jahrhundert in die Georgenkirche zu Eisenach umgebettet.
Ludwig war zunächst mit Margarethe von Kleve, Tochter Dietrich II. verheiratet, mit der er eine Tochter Jutta hatte. 1186 ließ er sich von ihr scheiden, weil die Verwandtschaft angeblich zu eng war. In zweiter Ehe heiratete er Sophia, die Witwe des dänischen Königs Waldemar I. Auch sie verstieß er nach kurzer Zeit. Diese Ehe war kinderlos geblieben. Seine Tochter Jutta heiratete vor 1190 Dietrich (* vor 13. September 1159; † 13. Juni 1207), Graf von Sommerschenburg und Groitzsch, Sohn von Dedo III.von der Lausitz, sowie Propst zu Magdeburg.

## Die Grabplatte Ludwigs III. von Thüringen

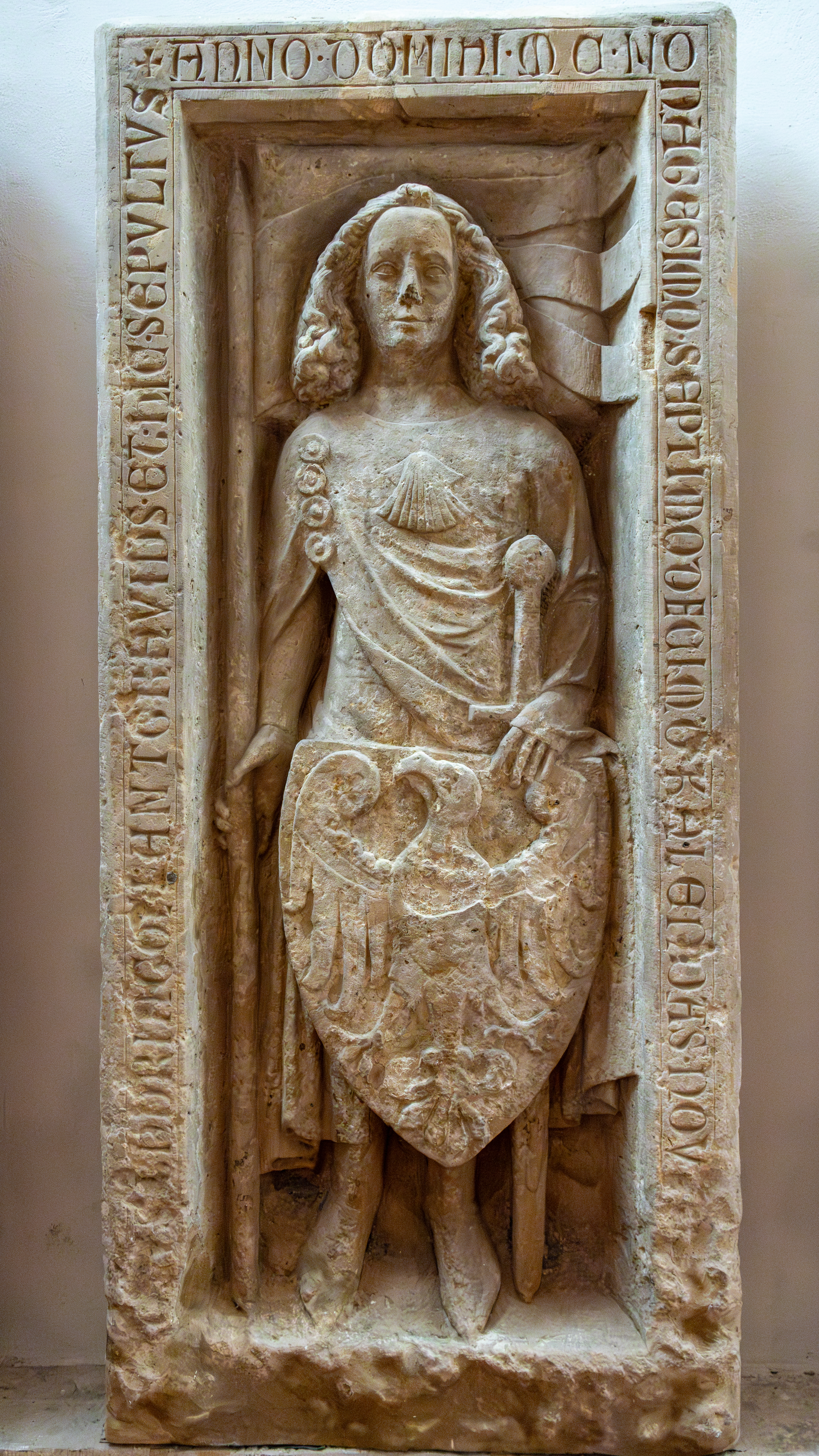
Posthume Grabplatte Ludwigs III. genannt der Fromme als Teil der Landgrafensteine in der Georgenkirche (Eisenach)

Das Bildnis des Landgrafen Ludwig III. wird uns auf seiner posthumen Grabplatte gezeigt. Sie stammt aus der Zeit nach dem Brand der Reinhardsbrunner Klosterkirche – entstand also nach 1292 – und kann stilistisch um 1330 datiert werden. Heute findet sie sich zusammen mit den anderen Monumenten der Grablege des Landgrafenhauses in der Georgenkirche Eisenach aufgestellt.
Die längere Inschrift spricht auch vom Begräbnisort „ANNO DOMINI MC NONAGESIMO. SEPTIMO DECIMO KALENDAS NOVE... [O. LVDEVICVS PIVS TERT]VS; ThVRINGOR° LANTGRAVIUS ET hIC SEPVLTVS +“.
In einer vertieften Nische findet sich frontal ausgerichtet eine männliche Gestalt, deren Haupt in ein Kissen sinkt. Auf dem über der rechten Schulter (mit vier Schmuckspangen) geschlossenen Mantel findet sich außerdem (auf der Brust) eine Pilgermuschel angebracht, die den Landgrafen als Wallfahrer auszeichnet. Mit der Rechten hält der Ludwig III. eine Stange, die neben ihm steht und deren Banner zwischen Kopf und Kissen einsinkt. Mit der anderen Hand werden Schild und Schwert an die Hüfte gedrückt. Sie wird zusammen mit den anderen Monumenten des Hauses abgebildet und beschrieben in Wäß 2006, Band 2, S. 532 f.